# М'язін Василь Олексійович
Василь Олексійович М'я́зін (5 жовтня 1936, Красково — 26 жовтня 2008, Чикаго) — український скульптор; член Спілки радянських художників України з 1970 року.

## Біографія
Народився 5 жовтня 1936 року в селі Красково (нині у складі Люберецького міського округу Московської області, Росія). 1961 року закінчив факультет прикладного мистецтва Московського текстильного інституту.
Після здобуття вищої освіти жив і працював в Одесі. У 1964—1966 роках обіймав посади художнього керівника і головного дизайнера моди Одеського будинку моди. Мешкав в Одесі в будинку на вулиці Тінистій, № 3, квартира № 26 та в будинку на вулиці Романа Кармена, № 8, квартира № 49. У 1997 році виїхав до США. Помер у Чикаго 26 жовтня 2008 року.

## Творчість
Працював у галузях станкової скульптури, монументально-ужитковового мистецтва. Серед робіт:
- композиція «За владу Рад» (1968, карбована мідь);
- чеканка «Музи» (1969);

рельєфи
- «Лицарі революції» (1969);
- «Ніжність» (1970);

триптихи (карбована мідь)
- «В ім'я життя» (1971);
- «Земля і люди» (1971).

У 1969 році виконав монументально-декоративне оформлення тематичними композиціями в техніці рельєфів на металі (латунь, виколотка) «Золотого салону» пароплава «Грузія» та інтер'єру салону пароплава «Башкирія».
З 1967 року брав участь у виставках. Персональні виставки відбулися:
- 1993 — «Живопис, малюнок, графіка, скульптура, метал» (Одеський художній музей);
- 1999 — «Shell Reyes Connoisseur's collection» (Чикаго);
- 1999 — «З Росії з любов'ю» (Північно-західний університет Dittmer, галерея в Еванстоні, Іллінойс);
- 2000 — «Живопис, графіка, скульптура» (Скокі, Іллінойс);
- 2002 — в Бібліотеці графства Saint Joseph в Саут-Бенд (Індіана).